# Шепард, Ричард
Ричард Шепард (англ. Richard Shepard; 1965, Нью-Йорк, США) — американский режиссёр, продюсер, сценарист. Он известен, как режиссёр фильмов Дом Хемингуэй (2013), Охота Ханта (2007), Матадор (2005).  
Шепард получил премию «Эмми» за выдающуюся режиссуру и премию Гильдии режиссеров Америки за сериал «Дурнушка Бетти» в 2007 году. Его фильм «Матадор» с Пирсом Броснаном и Грегом Киннером в главных ролях был номинированный на «Золотой глобус». Ветеран сериалов, он принимал участие в работе над 38 фильмами и сериалами.   

## Биография
Шепард родился в Нью-Йорке, США, в 1965 году. Его отец еврей, а мать армянка.
Вырос в Верхнем Вест-Сайде. Он поступил в Нью-Йоркский университет в 1980-х годах, но его не окончил, поскольку провалил обязательный курс по естественным наукам.
Когда Шепарду было 25 лет, он снял свой дебютный полнометражный фильм «Инцидент с Лингвини» — гиперстилизованную пародию на центр Нью-Йорка начала 90-х, в которой снимались Розанна Аркетт и Дэвид Боуи.
Среди художественных фильмов Шепарда как сценариста и режиссера — фильм ужасов 2018 года «Совершенство» с Эллисон Уильямс и Логаном Браунингом в главных ролях для Netflix, чёрная комедия «Дом Хемингуэй» с Джудом Лоу и Ричардом Э. Грантом в главных ролях для Fox Searchlight, и «Матадор» с Пирсом Броснаном и Грегом Киннером в главных ролях.
Его новейший документальный фильм Film Geek, недавно был представлен в Американской синематеке в Лос-Анджелесе и будет показан в Film Forum в Нью-Йорке. Короткометражный фильм Шепарда Tokyo Project с Элизабет Мосс в главной роли был представлен на кинофестивале Tribeca 2017 года и был куплен HBO.
У Шепард был более чем двадцатилетний опыт съемок пилотных серий для ТВ и руководства независимыми фильмами.
Его называют одним из самых несправедливо игнорируемых американских независимых режиссёров. Его художественный фильм «Охота Ханта» 2007 года не получил наград, почти не собрал денег, но при этом стал номером 1 среди нелегально скопированных DVD на Балканах. 